# Santo Antônio das Missões
Santo Antônio das Missões este un oraș în Rio Grande do Sul (RS), Brazilia.